# Якобсон, Дора
Дора Элизабет Якобсон (швед. Dora Jacobsohn; 1 марта 1908[…], Берлин — 31 октября 1983, Лунд, Мальмёхус) — немецкий и шведский физиолог и эндокринолог. Считается одним из ранних пионеров в области нейроэндокринологии; наиболее известна своей работой с Джеффри Харрисом, которая продемонстрировала, что аденовирусы гипофиза контролируются гипоталамусом через систему гипофизарных порталов.

## Биография
Якобсон родилась в Берлине 1908 году. В 1933 году получила степень доктора медицины в Германии, однако заниматься врачебной практикой в Германии ей было не позволено, поскольку она была еврейкой.
Спасаясь от фашистского режима, Якобсон в 1934 году переехала в Швецию Там в больнице Упсальского университета она познакомилась с ученым Акселем Вестманом, который позволил ей наблюдать и помогать в его эндокринологических исследованиях по овуляции и размножению у гипофизэктомированных (то есть с удаленным гипофизом) животных. Хотя Якобсон и не было разрешено заниматься самостоятельными исследованиями, поскольку она была иностранкой без шведской ученой степени, она все же работала с Вестманом в Лундском университете и проводила клинические анализы гормонов пациентов для больницы. Она опубликовала более 22 научных статей во время этого 10-летнего сотрудничества.
В 1944 году она получила шведское гражданство, а в 1948 году — шведскую медицинскую степень, после защиты диссертацией о развитии молочной железы. Это позволило ей наконец стать профессором в Лундском университете В 1952 году Королевское физиографическое общество в Лунде изменило свои правила, запрещавшие принимать в свой состав женщин, и она была избрана членом общества. В 1964 году была назначена директором экспериментальной эндокринологии в Лундском университете.
Якобсон никогда не выходила замуж, и умерла в 1983 году после однолетней комы вследствие аварии.

## Научный вклад
В сотрудничестве с Джеффри Харрисом из Кембриджского университета Якобсон выполнила ряд экспериментов по трансплантации, которые показали, что трансплантаты гипофиза могут стимулировать овуляцию только в связке с гипоталамусом средним мозгом, а не височной долей или другими частями. Эта работа обосновала роль мозга в гормональной регуляции, помогая создать область нейроэндокринологии.
Она также продемонстрировала, что задняя доля гипофиза необходима для лактации; позже было выявлено, что этот процесс регулируется гормоном окситоцином. На более позднем этапе своего научного пути она изучала влияние андрогенов и половых стероидов на половое развитие у грызунов.